# アイスホッケークウェート代表
アイスホッケークウェート代表（アイスホッケークウェートだいひょう、英語: Kuwait national ice hockey team）はクウェートアイスホッケー協会によって編成される男子アイスホッケーナショナルチームである。2008年6月、アラブ首長国連邦のアブダビで行われたアラブ・カップに出場し、アルジェリア、モロッコ、アラブ首長国連邦と対戦し2位になった。

## 主な試合
|                | 年月日        | 場所         | 得失点                 |
| -------------- | ------------- | ------------ | ---------------------- |
| 国際試合初登場 | 1999年1月30日 | 韓国, 江陵市 | クウェート 1 日本 44   |
| 最多得点差勝利 | 2007年1月26日 | 中国, 長春市 | クウェート 15 マカオ 2 |
| 最多得点差敗北 | 1999年1月30日 | 韓国, 江陵市 | クウェート 1 日本 44   |